# Guilherme de Saint Omer (filho de Nicolau I)
Guilherme de Saint Omer foi um cavaleiro francês, descendente dos castelões do castelo epônimo de Saint Omer que pertenceram à família de Fauquembergues. Seu pai, Nicolau I, recebeu territórios na Beócia no rescaldo da Quarta Cruzada. Ele depois casou-se com Margarida da Hungria, a viúva do rei de Salonica Bonifácio I (m. 1207). É incerto quando o casamento ocorreu: os relatos tradicionais mencionam que Nicolau já estava morto em 1212 ou 1214, mas F. Van Tricht data seu casamento depois de 1217.
Guilherme foi o filho mais jovem do casal, tendo um irmão mais velho chamado Bela. Enquanto Bela recebeu metade de Tebas como dote de seu casamento, Guilherme e sua mãe mudaram-se para o Reino da Hungria, onde Bela IV, outro neto de Bela III como Guilherme, era rei. Com a morte de sua mãe em algum momento após 1223, Guilherme herdou suas propriedades em Sírmia e Macsó. Ele participou na Batalha de Mohi e depois disso fez parte da companhia de Bela IV que fugiu para a Dalmácia para escapar diante do avanço dos mongóis. Guilherme foi ispano do Condado de Crasna em 1241. De 1241 até sua morte, serviu como mestre do cavalo.
Bela IV deu a Guilherme sua segunda irmã mais velha, Margarida, como esposa (que não pode ser confundida com Margarida da Hungria), contudo ambos morreram por 1242. Segundo seu epitáfio na Catedral de São Dômnio, Guilherme morreu em abril de 1242 em Trogir, onde a família real residiu até a ocupação mongol. 